# 豊田家住宅
豊田家住宅（とよたけじゅうたく）は、鳥取県倉吉市西町2701にある歴史的建造物（民家）。久米郡倉吉驛（くめごおりくらよしえき）とも呼ばれる。登録有形文化財に登録されている。
打吹玉川伝統的建造物群保存地区の西方に位置する。豊田家は呉服屋を営んでいた商家であり、豊田家住宅は典型的な町屋建築である。

## 歴史
1900年（明治33年）に主屋が竣工し、1930年（昭和5年）に離れが増築された。2006年（平成18年）3月27日、主屋と離れが登録有形文化財に登録された。

## 建築
東西の街路に北面して建つ。切妻造平入り、桟瓦葺き、2階建て。正面軒は腕木と出桁で垂木を支える出桁造とし、壁面は真壁造、鼠漆喰塗とする等、当時の町屋の様式をよく残している。

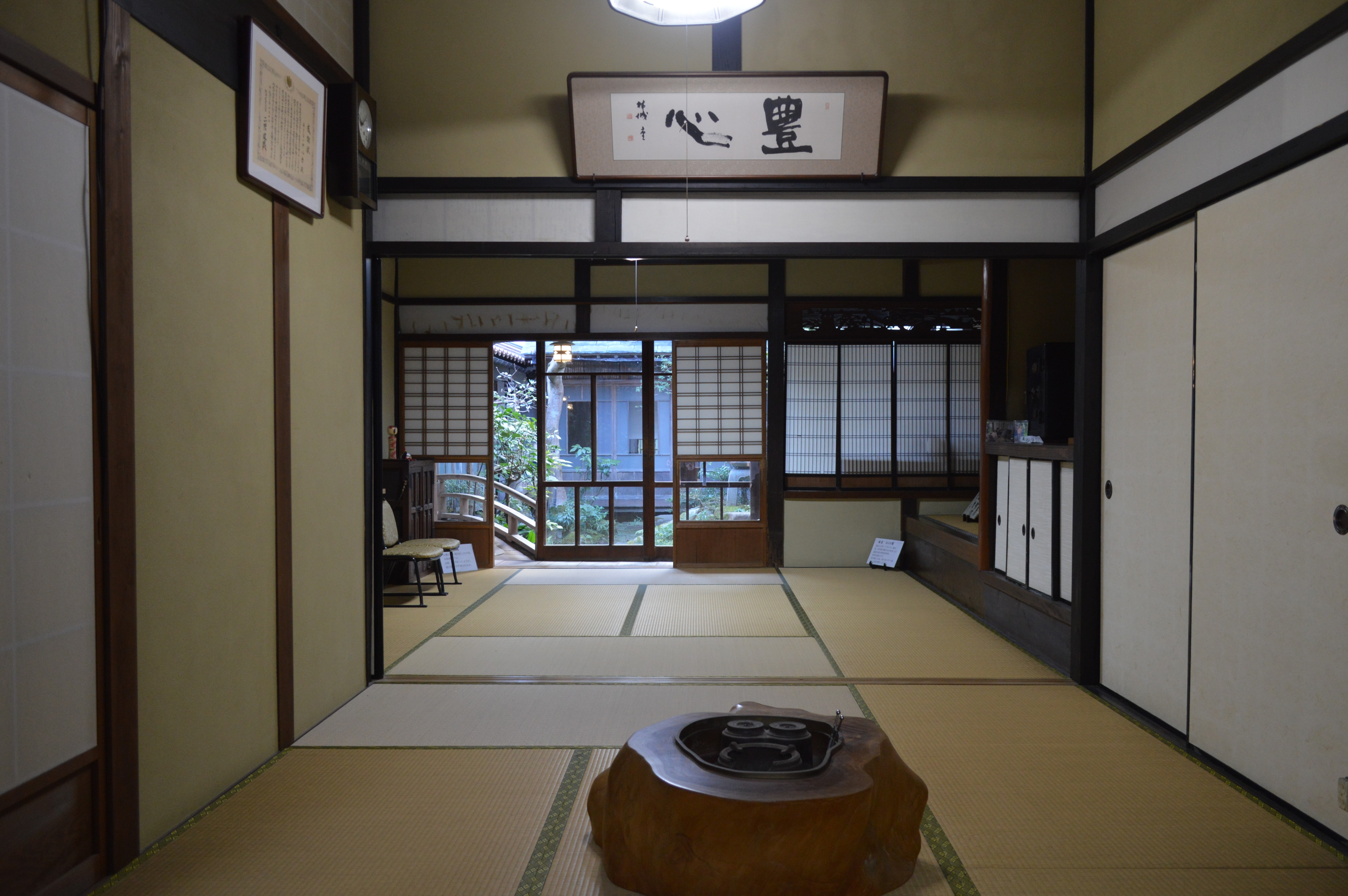
内部
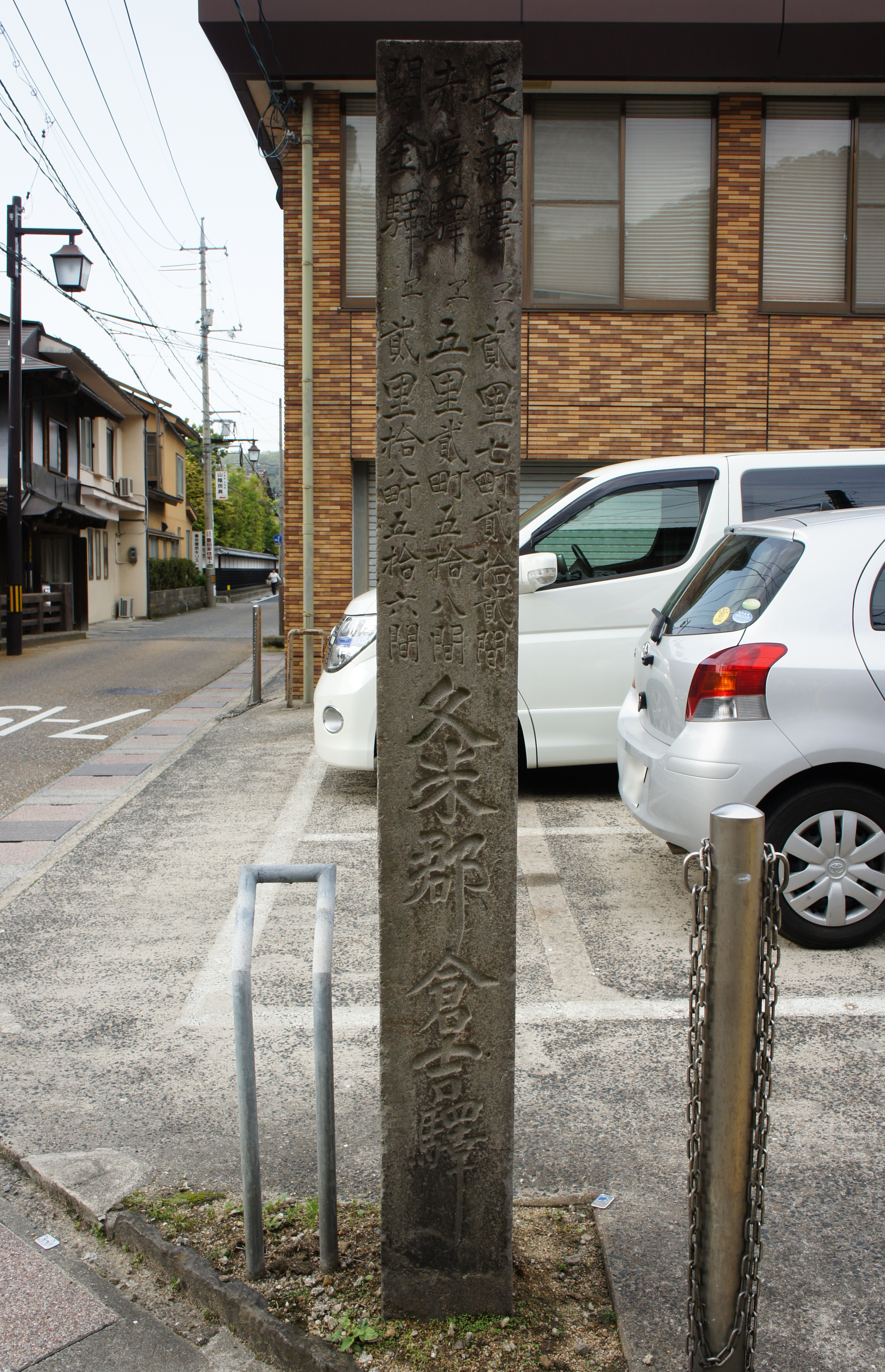
石碑「久米郡倉吉驛」